# شارع تشيخوف
شارع تشيخوف (بالروسية: Проспект Чехова) هو شارع يقع في حي كيروفسكي في مدينة روستوف على نهر الدون بروسيا.

## تاريخ
حتى عام 1917، كان يسمى شارع تشيخوف بـ «الشارع الصغير». في عام 1912، سمي الشارع باسم شارع تشيخوف.

## روابط خارجية
- АНТОН ПАВЛОВИЧ ЧЕХОВ
- Проспект Чехова в Ростове-на-Дону
- ПРОСПЕКТ ЧЕХОВА